# Parc Zoològic de Lilla
El Parc Zoològic de Lilla (en francès Parc Zoologique de Lille) és un zoo situat a la ciutat francesa de Lilla. Cobreix una superfície de 3,5 hectàrees i va obrir les portes l'any 1950. S'hi troben més de 300 animals diferents de més de 80 espècies. L'entrada al parc és gratuïta. Amb més d'1,4 milions de visitants, l'any 2000 ocupava el novè lloc en el rànquing d'atraccions turístiques més populars de França.